# Song Qingling
Pour les articles homonymes, voir Qingling.
Rosamond Soong, Soong Ch'ing-ling ou Sòng Qìnglíng (si : 宋庆龄 ;tr : 宋慶齡) (27 janvier 1893 - 29 mai 1981), deuxième fille de Charles Soong et sœur de Song Meiling, est une femme d'État chinoise, deuxième épouse du « Père de la Chine moderne » Sun Yat-sen, et héritière de sa mission politique.
Elle fut membre du Kuomintang, puis à partir de 1948 de son comité révolutionnaire, qui deviendra un parti mineur de Chine populaire. Seule membre de la famille Soong à rester en Chine continentale après cette date, elle s’efforça d’y faire appliquer les idées de son mari, occupa un certain nombre de fonctions officielles, en majorité honorifiques dont celle de vice-présidente de la république populaire, et se consacra à l’enfance et au social. En 1981, deux semaines avant sa mort, elle fut nommée présidente honoraire de la République — elle est la seule personne à avoir jamais porté ce titre — et inscrite d’office au parti communiste.
En tant qu’épouse de Sun Yat-sen, elle est parfois appelée « mère de la Chine moderne » (guomu 國母), et est l'une des trois sœurs Soong.

## Biographie

### Jeunesse et mariage

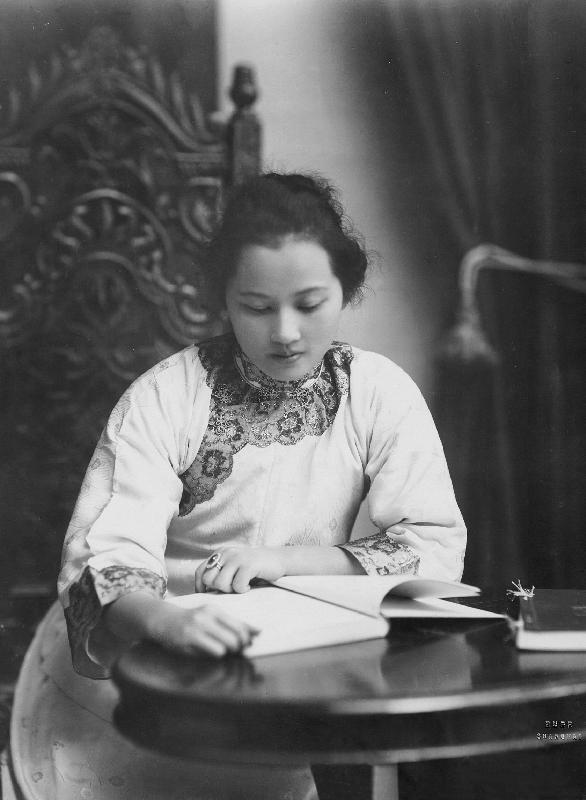
Soong Qingling en 1920.

Song Qingling naît à Nanshi (Huangpu), Shanghai, deuxième fille d'un couple de riches méthodistes, Charles Soong et Ni Guizhen. Elle a une sœur aînée, Ailing, une sœur cadette, Meiling, et trois frères cadets, Ziwen, Ziliang et Zi'an. Elle fréquente comme ses deux sœurs l’école locale de filles anglophone Motyeire (ou McTyeire), puis de 1907 à 1913 le Wesleyan College (Macon, Géorgie). À son retour en 1914, elle se rend au Japon où son père a suivi Sun Yat-sen qu’il soutient depuis près de vingt ans. Elle lui sert de secrétaire, prenant le relais de sa sœur Ailing qui vient d’épouser le riche banquier Kong Xiangxi. Débute alors une idylle foudroyante qui aboutit très vite à l’évocation d’une union. Celle-ci rencontre une farouche opposition de la part de sa mère et une réserve prudente de la part de son père. Outre la différence d’âge (26 ans), le prétendant est en effet marié depuis près de trente ans et père de trois enfants adultes. Bien qu’il vive séparé depuis longtemps de sa femme Lu Muzhen (盧慕貞) qui ne peut ni ne veut partager sa vie d’activiste politique, un divorce semble choquant pour ses partisans traditionalistes. Ils lui conseillent de prendre Qingling comme concubine, comme il l’avait fait avec sa première compagne de vie politique, Chen Cuifang (陳粹芬 1873-1954). Mais cet arrangement est inacceptable pour les Song qui sont de fervents chrétiens. Qingling est ramenée à Shanghai où elle est assignée à résidence par ses parents, mais elle parvient à s’évader avec la complicité d’une domestique. Elle se rend au Japon où elle épouse Sun Yat-sen le 15 octobre 1915 ; celui-ci vient en septembre d’obtenir le divorce. Les parents Song poursuivent leur fille jusqu’au Japon, mais se résignent assez facilement devant le fait accompli, le père tout du moins. Cet épisode romanesque sera repris dans de nombreux films et feuilletons.

### Années républicaines
En 1922, lors de la lutte de Sun Yat-sen contre Chen Jiongming (陳炯明 1878-1933), Soong Ching-ling doit fuir et fait une fausse couche qui la laisse stérile. Elle accompagne son mari lors de son dernier voyage à Pékin en 1924. Après sa mort, elle est élue au comité central exécutif du Kuomintang en janvier 1926. Mais en 1927, choquée par l’entente avec la Bande Verte, elle s’oppose clairement à Tchang Kaï-chek et à son mariage avec sa sœur Meiling. La crise est si violente que la rumeur court d’un complot contre sa vie fomenté par son aînée Ailing et Tchang Kaï-chek. Song Qingling décide alors de rejoindre Wang Jingwei (汪精衛) à Wuhan. En juillet, elle fait une déclaration qui marque sa rupture officielle avec le parti de Tchang, mais comme peu après Wang Jingwei lui-même s'avère en désaccord idéologique avec elle, elle décide en août de chercher refuge à Moscou, et reste quatre années en Europe.
En 1936, la lutte anti japonaise réunit de nouveau les trois sœurs Soong qui participent de concert à des activités pour promouvoir la résistance. À Chongqing, une ligne téléphonique spéciale (2080) relie Meiling et Qingling.
En 1939, cette dernière fonde la Ligue de défense chinoise, un fonds destiné à la protection des futures mères et de la petite enfance. La même année, avec sa sœur de Song Meiling, plus connue sous le nom de Madame Chiang Kai-Shek, et avec le journaliste Israel Epstein, elle fonde aussi la Ligue de défense de la Chine, un organisme ayant pour but de faire connaître la cause de la Chine à l'étranger.
Mais dans la guerre civile qui se dessine elle se sent proche des communistes et son hostilité à Tchang Kaï-chek va reparaître clairement à l’occasion de l’incident de la Nouvelle Quatrième armée (皖南事變) en 1941. L’animosité est réciproque, et Tchang cherche à la faire éliminer du KMT ; Song Meiling et Sun Ke s’y opposent. Elle décide d’elle-même de se détacher de la majorité nationaliste en cofondant en janvier 1948 le comité révolutionnaire du KMT dont elle est élue présidente honoraire.

### Années communistes

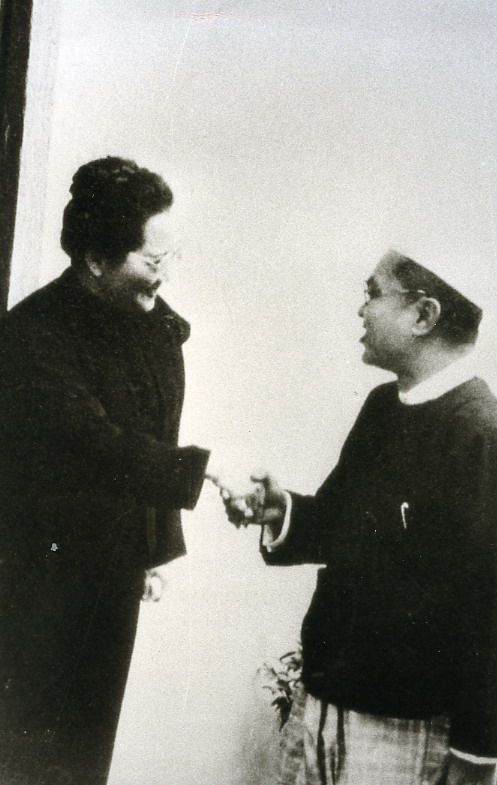
U Nu et Song Qingling en 1954 à Shanghai.

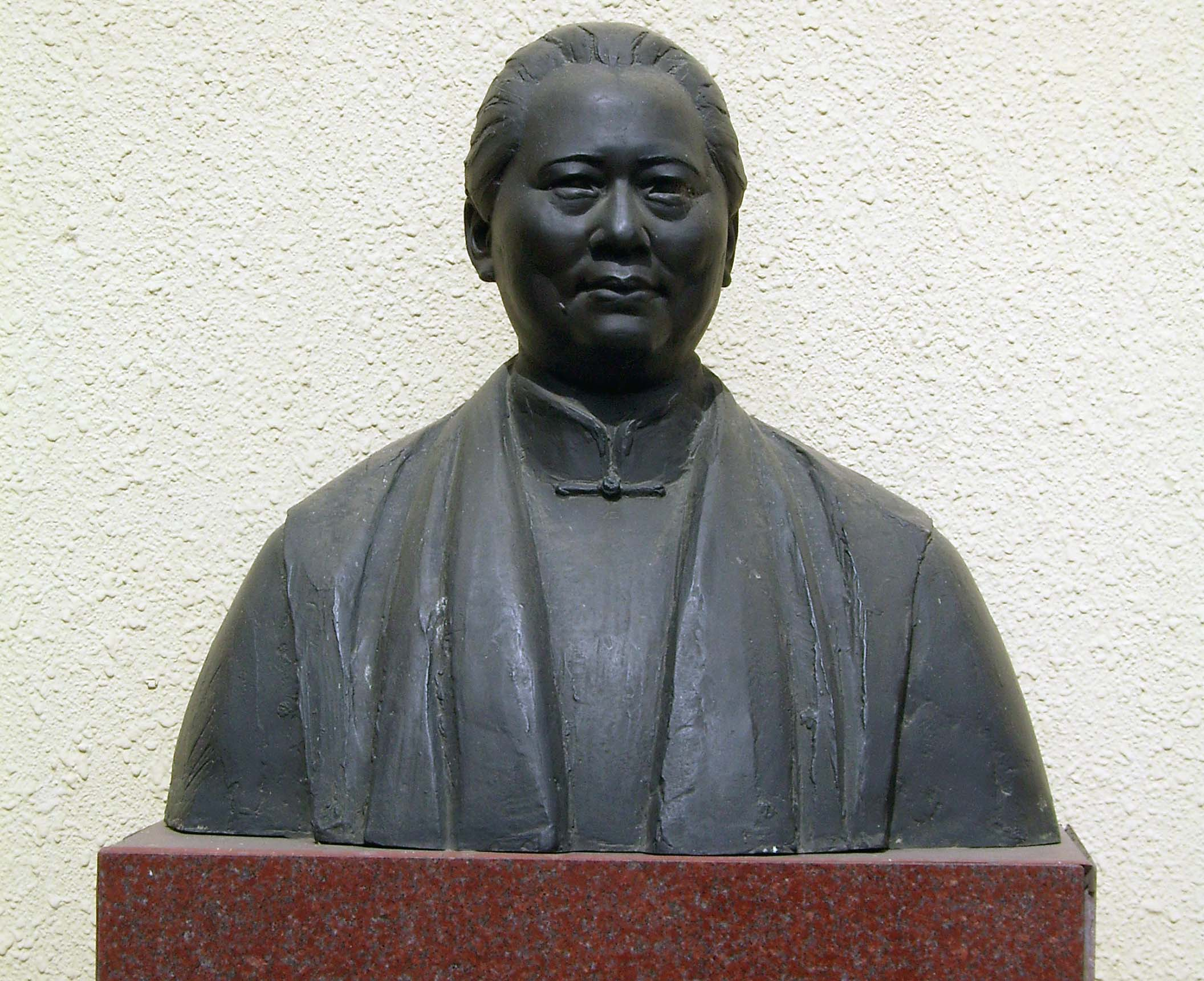
Buste de Song Qingling au Centre scientifique et technique pour l’enfance de Pékin, qui porte son nom.

En 1949, seule de sa famille elle reste en Chine. Elle ne reverra plus ses frères et sœurs, mais des échanges mutuels de messages et de cadeaux, en particulier avec Song Meiling, auront parfois lieu en secret. Elle est bientôt nommée vice-présidente du gouvernement populaire central, présidente de l’Association des amitiés soviéto-chinoises et présidente honoraire de l’Association des femmes. En 1950, elle visite dans le cadre de ses fonctions – plus honorifiques qu’effectives - l’Inde, la Birmanie, le Pakistan et l’Indonésie. Elle poursuit ses activités en faveur de l’enfance dans le cadre de l’organisme fondé durant la lutte sino-japonaise, rebaptisé Institut chinois de protection sociale (Zhongguo fulihui 中國福利會). Au début des années 1950, elle crée avec Israel Epstein le magazine La Chine en construction, qui deviendra La Chine au présent. En 1951 elle reçoit le prix Staline de la Paix (qui deviendra le prix Lénine pour la paix) et le prix international de la paix. En 1953 est publiée une collection de ses écrits.
À partir de 1959, elle est vice-présidente de la république populaire de Chine, avec Dong Biwu. Pendant la révolution culturelle, la famille Soong est dénoncée comme capitaliste et la tombe de ses parents est vandalisée. Elle est persécutée durant une période par Jiang Qing, mais Zhou Enlai persuade Mao Zedong d’établir une liste de cadres protégés, en tête de laquelle elle est inscrite. De 1968 à 1972, elle assure, en tandem avec Dong Biwu, l’intérim du poste de président de la République, vacant après l'éviction de Liu Shaoqi. Néanmoins, il s’agit encore une fois d’une fonction de façade car les pouvoirs du président ont été presque tous transférés au président de l'Assemblée. Song Qingling vit isolée à Pékin. À la fin de la révolution culturelle elle exprime dans une lettre au comité central son mécontentement concernant ce qu’est devenue la Chine.
Le 15 mai 1981, elle est inscrite au parti communiste et nommée le lendemain présidente honoraire de la République. Atteinte de leucémie, elle meurt le 29 mai suivant. Selon sa nièce Kong Lingyi (孔令儀), sa sœur Meiling est très chagrinée de sa mort, bien qu’elle montre peu d’émotion dans les médias et refuse, pour des raisons politiques, de franchir le détroit pour répondre à l’invitation à se rendre à son enterrement.